# Złota kolekcja
Złota kolekcja – seria albumów muzycznych Pomaton EMI, obejmująca utwory najbardziej znanych polskich artystów.
Serię stanowią albumy kompilacyjne ze specjalnie wyselekcjonowaną polską muzyką, największe przeboje i najlepsze piosenki, tylko oryginalne wykonania, jakość nagrań poprawiona dzięki zastosowaniu najnowocześniejszych technik cyfrowych.
Pierwsze płyty ukazały się w 1998 roku.
Serię piosenkarzy uzupełnia seria Złota kolekcja: Portrety muzyczne oraz Złota kolekcja polskiego jazzu.
W 2008 roku na rynku ukazała się Jubileuszowa Edycja Specjalna Złota kolekcja 10 lat.
| Wydawnictwa                       | Albumy |
| --------------------------------- | ------ |
| Złota kolekcja                    | 112    |
| Złota kolekcja: Portrety muzyczne | 25     |
| Złota kolekcja polskiego jazzu    | 4      |
| Złota kolekcja Autorów            | 2      |
| Złota kolekcja 10 lat             | 5      |

## Złota kolekcja
- 2 plus 1 – Iść w stronę słońca (2006)
- Michał Bajor – Błędny rycerz (2000)
- Hanna Banaszak – W moim magicznym domu (1998, reedycja 2005)
- Ewa Bem – Gram o wszystko (1998)
- Bemibek, Bemibem – Podaruj mi trochę słońca (1999)
- Stan Borys – Idę drogą nieznaną (2002)
- Breakout – Oni zaraz przyjdą tu (2001)
- Czerwone Gitary – Nie spoczniemy (2002, reedycja 2005)
- Czerwony Tulipan – Ja zwariuję (2001)
- De Mono – Znów jesteś ze mną (2000)
- Leszek Długosz – Także i ty (2001)
- Dżem – Złoty paw (2004, reedycja 2005)
- Eleni – Za wszystkie noce (1999, reedycja 2005)
- Exodus – Najpiękniejszy dzień (2000)
- Mieczysław Fogg – Jesienne róże (2001)
- Formacja Nieżywych Schabuff – Klub wesołego szampana (2001)
- Halina Frąckowiak – Mały Elf (2000)
- Wojciech Gąssowski – Zielone wzgórza nad Soliną (1999)
- Anna German – Bal u Posejdona (1999)
- Gintrowski, Kaczmarski, Łapiński – Pokolenie (2003)
- Krystyna Giżowska – Bądź blisko mnie (2004)
- Edyta Górniak – Dotyk (2004, reedycja 2010)
- Marek Grechuta – Dni, których nie znamy (1999, reedycja 2005)
- Marek Grechuta – Gdzieś w nas (2004)
- Happy End – Jak się masz, kochanie (2010)
- Harlem – Przeznaczenie / Droga (2013)
- Marek Jackowski – Oprócz błękitnego nieba (2002)
- Anna Jantar – Radość najpiękniejszych lat (2000, reedycja 2005)
- Anna Jantar – Radość najpiękniejszych lat / Spocząć (2010)
- Irena Jarocka – Odpływają kawiarenki (1998)
- Majka Jeżowska – Najpiękniejsza w klasie (2000)
- Anna Jurksztowicz – Diamentowy kolczyk (2001)
- Jacek Kaczmarski – Źródło (2003, reedycja 2005)
- Kapitan Nemo – Twoja Lorelei (2014)
- Krzysztof Klenczon – Pożegnanie z gitarą (2001)
- Kombi – Słodkiego miłego życia (2000, reedycja 2005)
- Kora – Magiczne słowo sukces (2001)
- Wojciech Korda – Na betonie kwiaty nie rosną (2001)
- Seweryn Krajewski – Pogoda na szczęście (2001, reedycja 2005)
- Krzysztof Krawczyk – Pamiętam Ciebie z tamtych lat (1999, reedycja 2005)
- Antonina Krzysztoń – Perłowa łódź (2000)
- Halina Kunicka – Od nocy do nocy (2002)
- Grażyna Łobaszewska – Czas nas uczy pogody (2000)
- Maanam – Kocham Cię kochanie moje (2000, reedycja 2005)
- Maanam – Raz-dwa, raz-dwa (2006)
- Alicja Majewska – Być kobietą (1999)
- Maciej Maleńczuk – Pan Maleńczuk (2006)
- Marek i Wacek – Prząśniczka (2002)
- Mazowsze – Kukułeczka Kuka: Przeboje 50-lecia (2000)
- Wojciech Młynarski – Absolutnie (2000)
- Tadeusz Nalepa – Dbaj o miłość (2001)
- Niebiesko-Czarni – Niedziela będzie dla nas (2001)
- Czesław Niemen – Czas jak rzeka (2000, reedycja 2005)
- Hanka Ordonówna – Miłość ci wszystko wybaczy (2005)
- Papa Dance – Naj story (2003, reedycja 2005)
- Piwnica pod Baranami – Przychodzimy, odchodzimy (2000)
- Pod Budą – Kraków, Piwna 7 (1999, reedycja 2005)
- Jerzy Połomski – Sentymentalny świat (1998)
- John Porter – Electric Years (2005)
- John Porter – Acoustic Years (2006)
- Krystyna Prońko – Subtelna gra (2001)
- Łucja Prus – Nic dwa razy (1999)
- Sława Przybylska – Pamiętasz była jesień (2001)
- Raz, Dwa, Trzy – I tak warto żyć (2001, reedycja 2005)
- Republika – Biała flaga (1999, reedycja 2005)
- Danuta Rinn – Tyle wdzięku (2000)
- Andrzej Rosiewicz – Najwięcej witaminy (2004)
- Róże Europy – Żyj szybko, kochaj mocno, umieraj młodo (2005)
- Różni wykonawcy – Ale filmy! (2003)
- Różni wykonawcy – Ale seriale! (1999)
- Różni wykonawcy – Kolędy i pastorałki (1999)
- Różni wykonawcy – Lata 20., lata 30.: Ach, jak przyjemnie (2004)
- Różni wykonawcy – Lata 60.: Kwiaty we włosach (2003)
- Różni wykonawcy – Lata 70.: Czas relaksu (2003)
- Różni wykonawcy – Lata 80.: Za ostatni grosz (2004)
- Różni wykonawcy – Lata 90.: Moja i twoja nadzieja (2004)
- Różni wykonawcy – Opole: Złote Jedynki (2001)
- Ryszard Rynkowski – Inny nie będę (1998)
- Ryszard Rynkowski – Śpiewająco (2005)
- Irena Santor – Embarras (1999)
- Irena Santor – Tych lat nie odda nikt (2004)
- Rudi Schuberth – Wars wita (2002)
- Urszula Sipińska – Są takie dni w tygodniu (1999)
- Skaldowie – Wszystko kwitnie wkoło (2001)
- Jacek Skubikowski – Dobre miejsce dla naiwnych (2001)
- Zdzisława Sośnicka – Kochać znaczy żyć (2000)
- Stanisław Sojka – Cud niepamięci (1998, reedycja 2005)
- Stanisław Sojka – Życie to krótki sen (2004)
- Karin Stanek – Jedziemy autostopem (2002)
- Stare Dobre Małżeństwo – U studni (2003, reedycja 2005)
- Justyna Steczkowska – Moja intymność (2003)
- Mietek Szcześniak – Kiedyś (2002)
- Sztywny Pal Azji – Nieprzemakalni (2006)
- Szwagierkolaska – U cioci na imieninach (2000)
- Tercet Egzotyczny – Conga, bonga i cabasa (2000)
- Test – Przygoda bez miłości (2000)
- Trebunie-Tutki – Jo cłek wolny (2000)
- Izabela Trojanowska – Wszystko czego dziś chcę (1999)
- Trubadurzy – Cóż wiemy o miłości (2002; muzyka Bogusław Klimczuk, słowa Andrzej Kudelski)
- Grzegorz Turnau – Kawałek cienia (2000, reedycja 2005)
- Magda Umer – O niebieskim, pachnącym groszku (1999)
- Universe − Tacy byliśmy (2003)
- Urszula – Baw mnie (2003)
- Varius Manx i Robert Janson – Zanim zrozumiesz (2002)
- Violetta Villas – Pocałunek ognia (2000)
- Vox – Bananowy song (2001)
- Wanda i Banda – Hi Fi (2005)
- Wawele – Biały latawiec (2002)
- Sławek Wierzcholski i Nocna Zmiana Bluesa – Zawsze wygra blues (2000)
- Zbigniew Wodecki – Zacznij od Bacha (1999)
- Elżbieta Wojnowska – Sztuczny miód (2002)
- Wolna Grupa Bukowina – Pieśń łagodnych (1999)
- Tadeusz Woźniak – Smak i zapach pomarańczy (2000)
- Andrzej Zaucha – Czarny Alibaba (1999)

## Złota kolekcja: Portrety muzyczne
| - Artur Barciś – Portret muzyczny: Zagrać siebie (2003) - Hanka Bielicka – Portret muzyczny: Kazali mi śpiewać (2002) - Stanisława Celińska – Portret muzyczny (2002) - Iga Cembrzyńska – Portret muzyczny: Po co udawać (2002) - Anna Chodakowska – Portret muzyczny: Msza wędrującego i inne (2003) - Edmund Fetting – Portret muzyczny: Nim wstanie dzień (2002) - Piotr Fronczewski – Portret muzyczny (2001) - Wiesław Gołas – Portret muzyczny: W Polskę idziemy (2002) - Krystyna Janda – Portret muzyczny: Dancing (2002) - Alina Janowska – Portret muzyczny: Polka kryminalna (2002) - Kalina Jędrusik – Portret muzyczny: Ja nie chcę spać (2001) - Jan Kobuszewski – Portret muzyczny (2001) - Barbara Krafftówna – Portret muzyczny: Uśmiechnij się (2002) - Irena Kwiatkowska – Portret muzyczny (2001) - Gustaw Lutkiewicz – Portret muzyczny: Katarynka (2002) - Bohdan Łazuka – Portret muzyczny (2001) - Piotr Machalica – Portret muzyczny: Brassens i Okudżawa (2002) - Wiesław Michnikowski – Portret muzyczny: Odrobina mężczyzny (2002) - Marian Opania – Portret muzyczny: Cukierki dla panienki mam (2001) - Rena Rolska – Portret muzyczny: Złoty pierścionek (2001) - Krystyna Sienkiewicz – Portret muzyczny: Kiedyś byłam lalką (2002) - Hanna Skarżanka – Portret muzyczny: Szafirowa romanza (2002) - Dorota Stalińska – Portret muzyczny (2003) - Krystyna Tkacz – Portret muzyczny: W drodze pod wiatr (2003) - Zbigniew Zamachowski – Portret muzyczny (2002) |

## Złota kolekcja polskiego jazzu
- Zbigniew Namysłowski – Sprzedaj mnie wiatrowi (2004)
- Jan Ptaszyn Wróblewski – Blues z drobiu (2005)
- Jarosław Śmietana – My Love And Inspiration (2005)
- Walk Away – Queen Of The Night Streets (2004)

## Złota kolekcja Autorów
- Jacek Cygan – Laleczka z saskiej porcelany (2000)
- Jan Wołek – Zakład dla normalnych (2001)

## Złota kolekcja 10 lat
- Ewa Bem – CD1 Gram o wszystko; Bemibek Bemibem – CD2 Podaruj mi trochę słońca (2008)
- Marek Grechuta – CD1 Dni, których nie znamy, CD2 Gdzieś w nas (2008)
- Maanam – CD1 Kocham Cię kochanie moje, CD2 Raz-dwa, raz-dwa (2008)
- Irena Santor – CD1 Embarras, CD2 Tych lat nie odda nikt (2008)
- Stanisław Sojka – CD1 Cud niepamięci, CD2 Życie to krótki sen (2008)